# Orizabus clunalis
Orizabus clunalis är en skalbaggsart som beskrevs av Leconte 1856. Orizabus clunalis ingår i släktet Orizabus och familjen Dynastidae. Inga underarter finns listade i Catalogue of Life.